# Long Away
Long Away è un singolo del gruppo musicale britannico Queen, pubblicato il 7 giugno 1977 come estratto dall'album in studio A Day at the Races.

## Descrizione
Il singolo fu commercializzato unicamente negli Stati Uniti d'America, in Canada e in Nuova Zelanda. La canzone non è cantata dal cantante della band Freddie Mercury, ma da Brian May, autore anche del testo. May ha registrato il brano suonando una Burns Double Six, una chitarra elettrica a 12 corde.

## Tracce
Lato A
1. Long Away – 3:33 (Brian May)

Lato B
1. You and I – 3:25 (John Deacon)

## Formazione
- Brian May - voce, chitarra
- Freddie Mercury - cori
- Roger Taylor - batteria, cori, percussioni
- John Deacon - basso